# First Vienna FC (női csapat)
A First Vienna FC női szakosztályát 1990-ben hozták létre Bécs XIX. kerületében Döblingben. A klub az osztrák első osztályban érdekelt.

## Története
Az 1990-ben alapított női csapat első szezonját az élvonalban kezdhette. Az idény végén a bajnokság 11-ik, kieső helyén végeztek, de a következő évi létszámcsökkentés miatt folytathatták szereplésüket a legfelsőbb osztályban.
Egy ötödik, majd egy negyedik hellyel hamar Ausztria egyik középcsapatává váltak, azonban a bajnoki rendszer újabb átformálása után az 1993-ban elért 8-ik helyezés a második vonalba kényszerítette az alakulatot. 1995-ben jutottak fel ismét a Bundesligába, de a rájátszásban sem sikerült megőrizni tagságukat, amely újabb búcsút eredményezett. 1997-ben egyesültek az FC Hellas Kagran gárdájával.
2011-től a klub női szekciója újra korosztályos csapatokkal képviseltette magát és 2012-ben a felnőttek megnyerték a regionális bajnokságot és 2018-ban a bécsi Landesligát. 
2021-ben mindössze egy vereséggel abszolválták a másodosztályú küzdelmeket és magabiztosan jutottak újra az élvonalba.

## Sikerlista
Osztrák másodosztályú bajnok (1): 2020–21
 Osztrák harmadosztályú bajnok (1): 2017–18

## Játékoskeret
2023. július 1-től
| #  |     | Poszt | Név                    |
| -- | --- | ----- | ---------------------- |
| 1  | AUT | K     | Pia Piplits            |
|    | AUT | K     | Christina Schönwetter  |
| 4  | AUT | V     | Isabell Schneiderbauer |
| 13 | AUT | V     | Anna Nemeth            |
| 14 | AUT | V     | Lena Kovar             |
| 15 | AUT | V     | Patricia Pfanner       |
| 16 | AUT | V     | Nadine Seidl           |
| 33 | AUT | V     | Liv-Lilith Falk        |
| 34 | SRB | V     | Aleksija Nikolić       |
| 41 | AUT | V     | Linda Tuschek          |
|    | AUT | V     | Jovana Čavić           |
| 11 | AUT | KP    | Martina Mädl           |
| 17 | AUT | KP    | Marcella Dworak        |

| #  |     | Poszt | Név                  |
| -- | --- | ----- | -------------------- |
| 19 | AUT | KP    | Nicole Ojukwu        |
| 16 | AUT | KP    | Victoria Hahn        |
| 28 | AUT | KP    | Claudia Wasser       |
| 99 | AUT | KP    | Annalena Wucher      |
|    | AUT | KP    | Viktoria Birglechner |
|    | AUT | KP    | Sarah Gutmann        |
|    | AUT | KP    | Lara Höcherl         |
|    | AUT | KP    | Fatma Sahin          |
| 9  | CRO | CS    | Jelena Dordić        |
| 12 | AUT | CS    | Esther Floh          |
| 18 | GER | CS    | Julia Kappenberger   |
| 23 | AUT | CS    | Isabel Aistleitner   |
|    | HUN | CS    | Németh Loretta       |

## Korábbi híres játékosok
| - Gina Babicky - Sabine Baumann - Julia Braunberger - Livia Brunmair - Sofia Calvet - Lainie Fuchs - Lina Kunz - Victoria Leitner - Sarah Mattner-Trembleau - Annika Messer | - Sophie Neid - Besijana Pireci - Sara Rausch - Vanessa Rauter - Alexandra Tatar - Alina Waldecker - Sarah Wronski - Pia Zimmer - Lisa Rahimi |